# Sven-David Sandström
Sven-David Sandström (* 30. Oktober 1942 in Motala; † 10. Juni 2019 Högalids, Distrikt von Stockholm) war ein schwedischer Komponist.

## Leben und Wirken
Sandström studierte an der Universität Stockholm Musikwissenschaft und Kunstgeschichte und von 1968 bis 1972 bei Ingvar Lidholm an der Königlichen Musikhochschule Stockholm Komposition.
Nach dem Studium unterrichtete er selbst an der Musikhochschule, von 1985 bis 1995 als Professor für Komposition. Seit 1999 war er Kompositionsprofessor an der Indiana University in Bloomington.
Sandström komponierte eine Oper, Orchesterwerke, darunter Bilder für Schlagzeug und Orchester, ein Konzert für Klarinette, Posaune, Cello und Schlagzeug, ein Gitarrenkonzert, kammermusikalische Werke, ein Requiem, eine Messe, ein Lamento, einen Gesang für Sopran, Fagott, Violine und Harfe und weitere Vokalwerke sowie Solostücke für verschiedene Instrumente, darunter ein Stück für Soloposaune. Darüber hinaus komponierte er eigene Umsetzungen der sechs Motetten von Johann Sebastian Bach.
2008 komponierte Sandström eine Neufassung des Messias, die auf der Textvorlage von Charles Jennens basiert, die bereits Georg Friedrich Händel vertont hatte. Im Februar 2014 wurde seine Neufassung der Matthäus-Passion auf den auch von Johann Sebastian Bach verwendeten Text Picanders uraufgeführt. 2016 wurden mit der Uraufführung seiner Johannes-Passion nach dem Libretto von Jakob Holtze die Thüringer Bachwochen in Erfurt eröffnet. Posthum wurde sein Werk Sonnets of Darkness and Love von Nils Landgren und dem Chor von Sveriges Radio aufgenommen.
1984 erhielt Sandström den Musikpreis des Nordischen Rates für sein Requiem De ur alla minnen fallna.